# Mara Naceva
Mara Naceva (28. rujna 1920. – 1. srpnja 2013. ) politička radnica. 
Članica SKOJ-a od 1936. Radila je 1941. na podizanju ustanka u Makedoniji. Poslije rata na mnogim odgovornim državnim i partijskim funkcijama. Narodna herojka. Po zanimanju je tekstilna radnica.